# Air Buddies
Air Buddies is de zesde film in de reeks van Air Bud-films, die in 2006 werd uitgebracht onder regie van Robert Vince, die de film ook schreef en produceerde.

## Verhaal
Air Bud en zijn vriendin krijgen kinderen. Als hun kinderen op een gegeven moment oud genoeg zijn om bij een ander baasje te gaan wonen knijpen ze ertussenuit, want ze moeten, als ze allemaal bij een ander gaan wonen, afscheid nemen. Een rijke man komt samen met zijn zoon naar een rare man, want zijn zoon wil Air Bud. De rijke man betaalt de rare man als hij Air Bud weet te vangen. De rare man stuurt zijn neef Grim en ene Dennings eropuit om Air Bud te vangen.
Grim en Dennings ontdekken dat er ook een vrouwtje is dat op Air Bud lijkt (Air Buds vriendin) en het lukt ze allebei te vangen. Dennings en Grim komen erachter dat er ook kleintjes zijn, maar ze vangen alleen Air Bud en zijn vriendin. De rare man is niet tevreden en Dennings en Grim moeten de jongen van Air Bud vangen.

## Rolverdeling
- Slade Pearce - Noah
- Trevor Wright - Grim
- Abigail Breslin - Rosebud (stem)
- Michael Clarke Duncan - The Wolf (stem)
- Don Knotts - Sniffer (stem)
- Josh Flitter - Budderball (stem)
- Tom Everett Scott - Buddy (stem)
- Molly Shannon - Molly (stem)